# 暦年
暦年（れきねん）とは、暦における1年の区切りをいう。

## 暦における暦年
太陽年の長さは約365.24219日（2000年元期）と半端な日数である。通常は1日の長さは固定されているため、暦における1年の長さは1日の整数倍とする必要がある。このように1日の整数倍となった暦上の1年を暦年という。暦法によって暦年は異なるが、概ね以下の日数になる。
太陽暦
平年365日
閏年366日
太陰暦（ヒジュラ暦）
平年354日
閏年355日
太陰太陽暦
平年354日または355日
閏年383日または384日
なお、歴史上確認される暦でもっとも短かったのは、ローマ暦の304日（ただし、不定の日付なしの時期があったために、305日目が新年と言うことではない）とされ、ユリウス暦改暦時にこれを調整するために紀元前46年の暦年は455日間とされた。これが歴史上もっとも長い暦年とされている。

## 年度に対する暦年
各種統計などにおいて、「1年」といった場合、年度における「1年」（4月から翌年3月、日本の場合）なのか、暦上の1年（1月から12月）なのか、明確に区別する必要がある。そこで、統計対象が暦上の1年の場合、特に「暦年」と明記して、「1月から12月までの統計」ということを明示している。
統計表・グラフ等では、CY（calendar year）と略記されることがある。これに対して年度は、FY（fiscal year）と略記される。

## 考古学における暦年
考古学において、年代の推定は長い間放射性炭素年代測定に頼っており、放射性炭素年代測定によって「○千年前」ということが言われていた。ところが、年輪年代測定の発達により、ある時点（およそ10000年前まで）は正確な年代がわかるようになり、放射性炭素年代測定の結果は地球に到達する宇宙線の変動などにより炭素14の生成量が変わり、実際の年代（太陽年による）と誤差があることがわかってきた。そこで、放射性炭素年代測定の結果と年輪年代測定の結果との対応表が作られており、放射性炭素年代測定による年代を年輪年代測定との照合で較正した年代を暦年（暦年代）と呼んでいる。